# Linda Ozola
Linda Ozola (* 13. Juni 1993) ist eine lettische Leichtathletin, die sich auf das Kugelstoßen spezialisiert hat.

## Sportliche Laufbahn
Erste internationale Erfahrungen sammelte Linda Ozola im Jahr 2009, als sie bei den Jugendweltmeisterschaften in Brixen mit einer Weite von 12,37 m in der Qualifikation ausschied. Anschließend belegte sie beim Europäischen Olympischen Jugendfestival (EYOF) in Tampere mit 12,97 m Rang sieben im Kugelstoßen und erreichte im Diskuswurf mit 36,39 m Rang zehn. 2011 schied sie dann bei den Junioreneuropameisterschaften in Tallinn mit 13,05 m in der Qualifikation aus, wie auch bei den U23-Europameisterschaften in ebendort mit 14,14 m.
Von 2014 bis 2016 sowie 2020 wurde Ozola lettische Meisterin im Kugelstoßen im Freien sowie 2011, 2015 und von 2017 bis 2019 auch in der Halle.

## Bestleistungen
- Kugelstoßen: 15,18 m, 7. Mai 2017 in Neapel
  - Kugelstoßen (Halle): 14,98 m, 24. Januar 2015 in Riga